# Schweizertysk
Schweizertysk (Schweizerdeutsch, Schwyzerdütsch, Schwiizerdütsch, Schwyzertütsch, Schwizertitsch) er en af de alemanniske dialekter, der tales i Schweiz. Af og til kaldes de alemanniske dialekter, der tales i andre lande, for schweizertysk, især dialekterne i Liechtenstein, som er tæt knyttet til Schweiz’ dialekter.
Rent lingvistisk er der ingen forskel mellem de schweizertyske dialekter og de alemanniske dialekter, der tales i Tyskland, Østrig og Frankrig.